# La Grand'Tante
Personnages
- Le Marquis de Kerdrel
- Alice de Kerdrel
- La Chevrette

La Grand'Tante est un opéra-comique en un acte de Jules Massenet sur un livret en français de Jules Adenis et Charles Grandvallet, créée à l'Opéra-Comique le 3 avril 1867. 
Bien qu'il ne s'agisse pas du premier opéra composé par Massenet, ce fut la première de ses œuvres scéniques à être montée sur scène. L'œuvre consiste en une ouverture suivie de six numéros vocaux (solos, duos et un trio final) avec un dialogue parlé entre les deux.

## Distribution de la création
| Rôle                  | Type de voix | Première distribution, 3 avril 1867 (Chef d'orchestre : Théophile Tilmant ) |
| --------------------- | ------------ | --------------------------------------------------------------------------- |
| Le Marquis de Kerdrel | ténor        | Victor Capoul                                                               |
| Alice de Kerdrel      | soprano      | Marie Heilbron                                                              |
| La Chevrette          | soprano      | Caroline Girard                                                             |

## Synopsis
Le marquis Guy de Kerdrel revient de son régiment en Afrique pour réclamer l'héritage de feu son grand-oncle, qu'il n'a jamais rencontré. Il n'est pas impressionné par l'état de la propriété dont il a hérité mais est rassuré par l'idée qu'il peut au moins la vendre aux enchères. De cette façon, il aura une compensation pour les refus fréquents de son parent, de donner de l'argent au soldat dépensier. Chevrette, la domestique, laisse glisser dans la conversation que le vieux marquis a rédigé un nouveau testament laissant tout à sa veuve mais qu'Alice, la marquise, a été si soucieuse que ses dernières heures ne soient pas troublées qu'elle refuse au l'accès au notaire pour obtenir le document permettant ainsi au petit-neveu d'hériter. Guy s'allonge pour dormir, prévoyant de terminer l'affaire le lendemain. Il aperçoit momentanément une belle fille, presque comme dans un rêve, et apprend plus tard de Chevrette que ce doit être la veuve, que Guy a imaginée être une vieille sorcière… Il tombe amoureux presque sans hésitation.
Chevrette demande à Guy s'il pourrait vendre le portrait de son grand-oncle à Alice comme souvenir de son mari, qu'elle aimait comme un père. Guy, maintenant amoureux, déclare avec indignation qu'elle peut l'avoir en cadeau. Chevrette va annoncer la bonne nouvelle à la veuve et Guy se glisse dans la chambre de son grand-oncle pour jeter un coup d'œil à ce portrait et voir à quoi ressemble son parent.
Guy espère que la marquise continuera à habiter le château mais elle refuse au motif qu'il ne lui appartient plus. Il mentionne le deuxième testament (non signé), mais elle déclare l'avoir jeté au feu. Il se fait alors apporter le portrait qu'il lui a promis. A la surprise générale, un document tombe du cadre : il s'agit du fameux second testament, désormais signé du monogramme distinctif du vieil homme. Il s'avère que Chevrette a récupéré le document en partie brûlé du feu et l'a coincé dans le cadre, croyant naïvement que si elle priait assez fort Saint Gildas, le vieil homme reviendrait de l'au-delà pour le signer. Alice est sûre que Guy a falsifié la signature mais il n'admettra rien. Il laisse la veuve en deuil dans sa propriété avec l'assurance qu'il reviendra bientôt la réclamer.